# Being Human
Being Human is een Britse televisieserie van de zender BBC Three, waarvan vijf seizoenen gemaakt zijn. De afleveringen werden oorspronkelijk van 2008 tot en met 2013 uitgezonden.

## Verhaal
Vampier Mitchell wil stoppen met bloed drinken. Hij gaat samenwonen met weerwolf George, die moeilijk kan omgaan met zijn lycantropie. In het huis blijkt ook een geest te wonen. De drie proberen zich zoveel mogelijk als normale mensen te gedragen.

## Rolverdeling

### Hoofdrollen

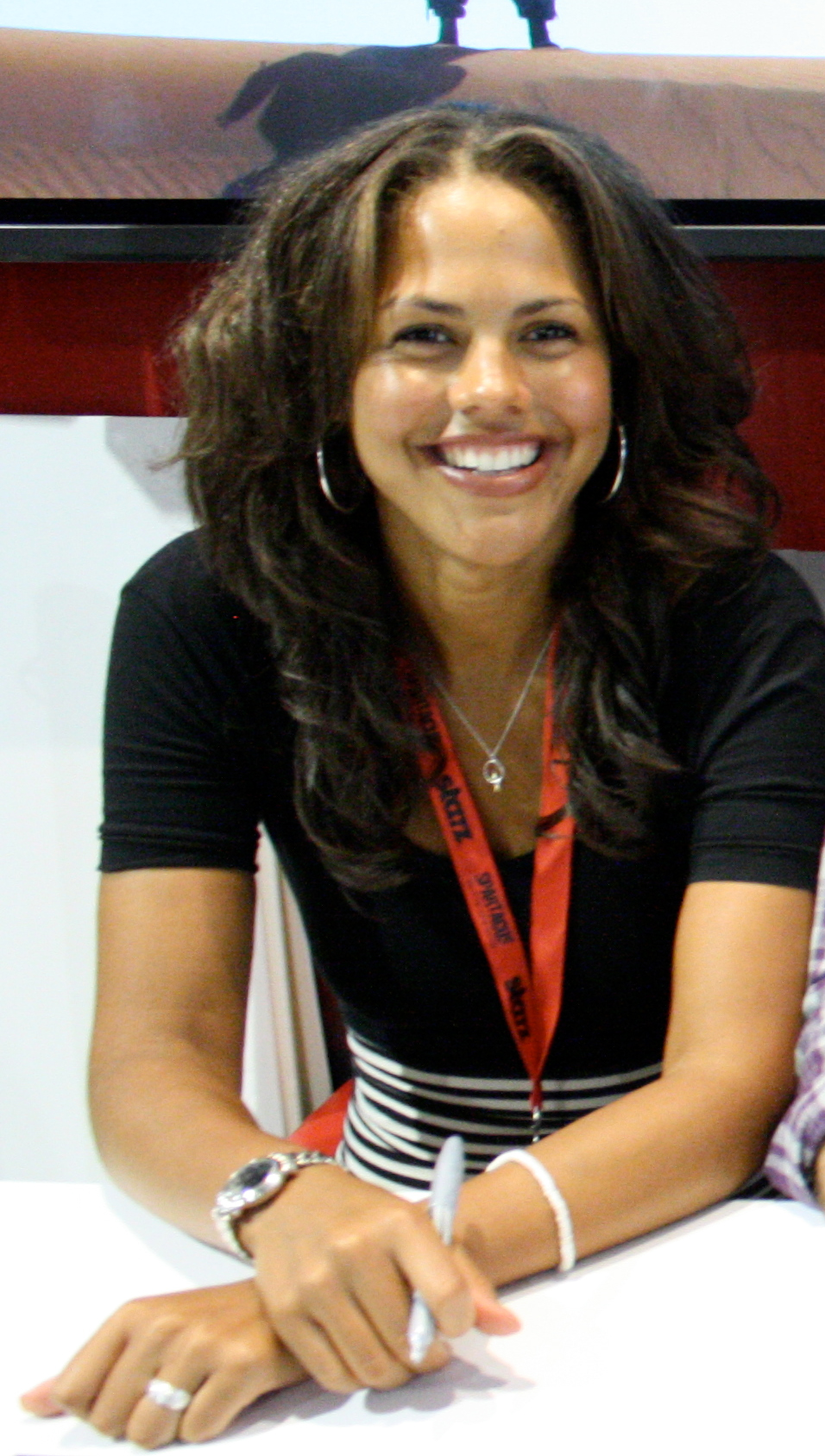
Lenora Crichlow als Annie Sawyer
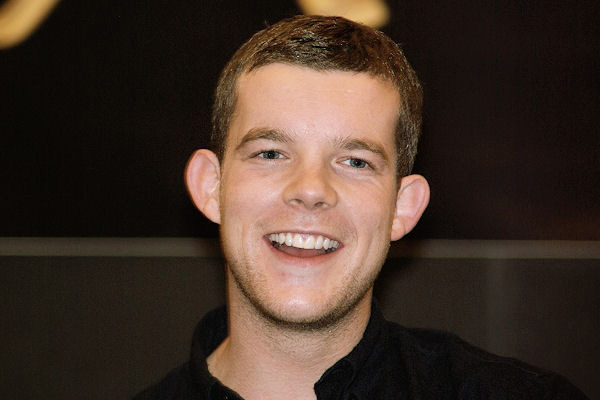
Russell Tovey als George Sands
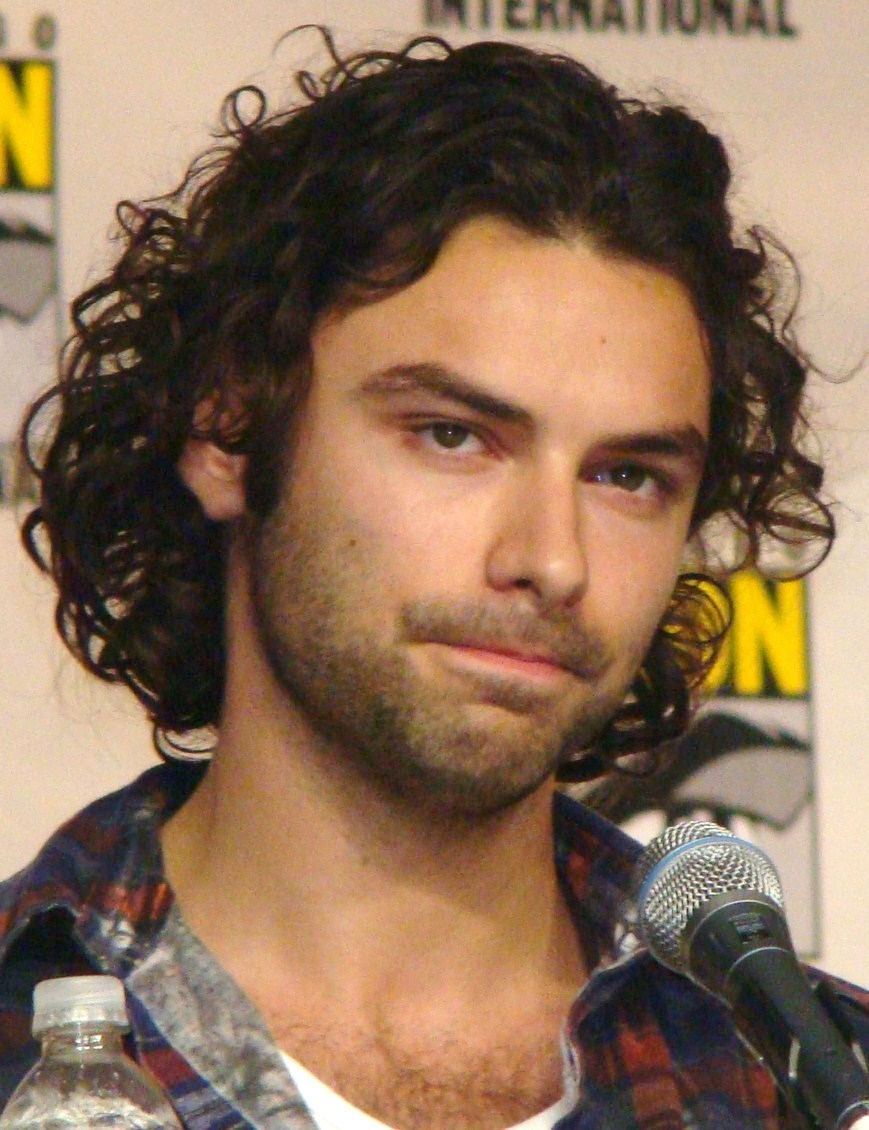
Aidan Turner als John Mitchell
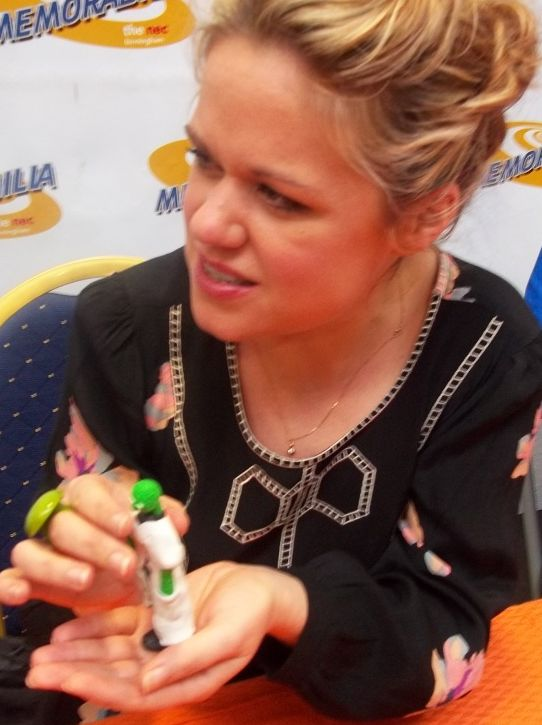
Sinead Keenan als Nina Pickering
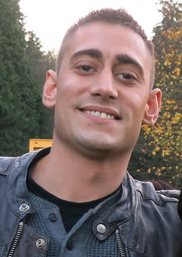
Michael Socha als Tom McNair
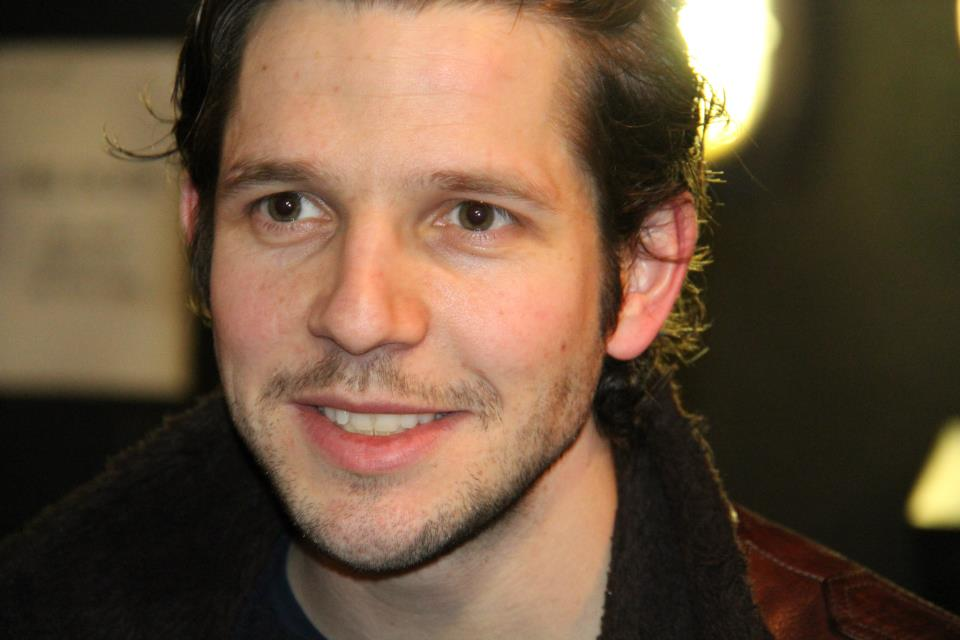
Damien Molony als Hal Yorke

| Personage                | Acteur/actrice   | Hoofdrollen (seizoen) | Terugkerende personages (seizoen) |
| ------------------------ | ---------------- | --------------------- | --------------------------------- |
| Annie Sawyer             | Lenora Crichlow  | 1–4                   |                                   |
| George Sands             | Russell Tovey    | 1–4                   |                                   |
| John „Mitchell“ Mitchell | Aidan Turner     | 1–3                   |                                   |
| Nina Pickering           | Sinead Keenan    | 3                     | 1–2                               |
| Tom McNair               | Michael Socha    | 4–5                   | 3                                 |
| Hal Yorke                | Damien Molony    | 4–5                   |                                   |
| Alex Millar              | Kate Bracken     | 5                     | 4                                 |
| Dominic Rook             | Steven Robertson | 5                     | 4                                 |

### Terugkerende personages
| Personage      | Acteur/actrice   | Terugkerende personages (aflevering) |
| -------------- | ---------------- | ------------------------------------ |
| Herrick        | Jason Watkins    | Pilot, 1.01–3.08                     |
| Seth           | Dylan Brown      | Pilot, 1.01–1.06                     |
| Lauren Drake   | Annabel Scholey  | 1.01–1.05                            |
| Janey Harris   | Sama Goldie      | 1.01–1.05                            |
| Owen           | Gregg Chillin    | 1.01–1.06                            |
| Cara           | Rebecca Cooper   | 1.01–3.05                            |
| Priester Kemp  | Donald Sumpter   | 1.06–2.08                            |
| Ivan           | Paul Rhys        | 2.01–2.07                            |
| Daisy          | Amy Manson       | 2.01–2.08                            |
| Lucy           | Lyndsey Marshal  | 2.01–2.08                            |
| Lloyd Pinkie   | Mark Fleischmann | 2.01–2.08                            |
| Sam Danson     | Lucy Gaskell     | 2.04–2.07                            |
| Anthony McNair | Robson Green     | 3.01–3.08                            |
| Eve            | Gina Bramhill    | 4.01–4.08                            |
| Cutler         | Andrew Gower     | 4.01–4.08                            |
| Captain Hatch  | Philip Davis     | 5.01–5.06                            |
| Alistair Frith | Toby Whithouse   | 5.01–5.06                            |

## Uitzendingen
In Engeland werd Being Human uitgezonden door BBC Three. De pilot kwam op 25 februari 2008. De eerste seizoen werd uitgezonden vanaf januari 2010. Het laatste seizoen werd vanaf januari 2013 uitgezonden.

## Afleveringen
| Seizoen | Aantal afleveringen | Première - Milj. kijkers | Slot - Milj. kijkers    | Gemiddeld aantal kijkers (in miljoenen) |
| ------- | ------------------- | ------------------------ | ----------------------- | --------------------------------------- |
| 1       | 6                   | 25 januari 2009 - 1,09   | 1 maart 2009 - 1,09     | 0,93                                    |
| 2       | 8                   | 10 januari 2010 - 1,61   | 28 februari 2010 - 1,23 | 1,21                                    |
| 3       | 8                   | 23 januari 2011 - 1,57   | 13 maart 2011 - 1,10    | 1,24                                    |
| 4       | 8                   | 5 februari 2012 - 1,23   | 25 maart 2012 - 0,91    | 0,93                                    |
| 5       | 8                   | 3 februari 2013 - 0,73   | 10 maart 2013 - 1,09    | 0,94                                    |

## Prijzen en nominaties

### Prijzen
Royal Television Society:
- 2009: Best Tape and Film Editing: Drama (Philip Hookway)
- 2009: Best Special Effects

Writers’ Guild of Great Britain:
- 2009: Television Drama Series (Toby Whithouse)
- 2010: Television Drama Series (Toby Whithouse)
- 2012: Best Television Drama Series (Toby Whithouse, Tom Grieves, John Jackson, Lisa McGee, Jamie Mathieson)

SFX Awards:
- 2010: Breakout of the Year (Toby Whithouse)
- 2011: Cult Hero (Russell Tovey)

TV Quick Awards:
- 2011: Best Drama Series (Toby Whithouse)

### Nominaties
TV Quick Awards:
- 2009: Best New Drama (Toby Whithouse, Colin Teague, Rob Pursey, Matthew Bouch)

Broadcasting Press Guild Awards:
- 2010: Best Drama Series (Toby Whithouse, Colin Teague, Matthew Bouch, Rob Pursey)

Irish Film and Television Awards:
- 2012: Best Director Television Drama (Daniel O’Hara)

British Academy Film Awards:
- 2010: Best Drama Series (Rob Pursey, Toby Whithouse, Matthew Bouch, Colin Teague)
- 2010: Best Original Television Music (Richard Wells)
- 2011: Best Drama Series (Rob Pursey, Philip Trethowan, Toby Whithouse, Colin Teague)[4]

## Boeken
In 2010 werden drie Engels romans gepubliceerd
| Nr. | Titel     | Auteur           | Gepubliceerd    | ISBN              |
| --- | --------- | ---------------- | --------------- | ----------------- |
| 01  | The Road  | Simon Guerrier   | 4 februari 2010 | 978-1-84607-898-9 |
| 02  | Chasers   | Mark Michalowski | 4 februari 2010 | 978-1-84607-899-6 |
| 03  | Bad Blood | James Goss       | 4 februari 2010 | 978-1-84607-900-9 |

Audioboeken (Engels)
| Nr. | Titel     | Auteur           | Gelezen door    | Lengte               | Gepubliceerd    | ISBN              |
| --- | --------- | ---------------- | --------------- | -------------------- | --------------- | ----------------- |
| 01  | The Road  | Simon Guerrier   | Lenora Crichlow | 5 Stunden 38 Minuten | 16 april 2013   | 978-1-62064-724-0 |
| 02  | Chasers   | Mark Michalowski | Russell Tovey   | 5 Stunden 18 Minuten | 1 november 2012 | 978-1-4713-0525-2 |
| 03  | Bad Blood | James Goss       | Lucy Gaskell    | 6 Stunden 45 Minuten | 1 november 2012 | 978-1-4713-0529-0 |

## Soundtracks
Er werden twee soundtrackalbums uitgebracht. Deze werden gecomponeerd door Richard Wells.
| Nr. | Titel                |
| --- | -------------------- |
| 1   | Being Human          |
| 2   | Ancestors            |
| 3   | Annie’s Theme        |
| 4   | A Wonderful Thing    |
| 5   | Box Tunnel Massacre  |
| 6   | Gilbert’s Door       |
| 7   | Resurrection         |
| 8   | Spread a Little Joy  |
| 9   | Best Night Ever      |
| 10  | It’s Coming          |
| 11  | Leaving              |
| 12  | Molly                |
| 13  | Beautiful Chaos      |
| 14  | Blood Addicts        |
| 15  | Someone Else         |
| 16  | Catacombs            |
| 17  | Lucky                |
| 18  | A Second Chance      |
| 19  | Vampire Annihilation |
| 20  | Who’s Laughing Now?  |
| 21  | Holding On           |
| 22  | Annie’s Door         |
| 23  | Nina And George      |
| 24  | Full Moon            |

| Nr. | Titel              |
| --- | ------------------ |
| 1   | Drawn Together     |
| 2   | Time Wasting       |
| 3   | Thank You          |
| 4   | Place Your Bets    |
| 5   | Richard            |
| 6   | Mitchell and Annie |
| 7   | Boy Running        |
| 8   | Sasha’s Door       |
| 9   | Gotcha             |
| 10  | Breaking Up        |
| 11  | Wolf Shaped Bullet |
| 12  | Werewolf Attack    |
| 13  | Awakening          |
| 14  | Tit For Tat        |
| 15  | Arrested           |
| 16  | Intrigue           |
| 17  | Graham’s Death     |
| 18  | Together           |
| 19  | Chicken            |
| 20  | It Hurts           |
| 21  | Big Secrets        |
| 22  | Dad’s Story        |
| 23  | Rescue             |
| 24  | You Made Me Human  |
| 25  | Age Of Vampires    |